# Zapadnosudanski narodi
Zapadnosudanski narodi (Nigersko-kongoanski narodi) je porodica crnačkih naroda Afrike nastanjenih u sub-saharskom području, pa na jug do zemlje Bantua, koji se služe jezicima istoimene porodice. U novijoj klasifikaciji terminom Niger-Congo obuhvaćena je i velika skupina Bantu Naroda, koja se od njih rasno veoma razlikuje kao i od pripadnika naroda Kojsan i semitsko-hamitskih naroda sjeverne Afrike u područjima Sahare. Crnačko stanovništvo Afrike svojevremeno se dijelilo na dvije velike porodice, to su Sudanski i Bantu crnci. 
Današnja Niger-Congo porodica obuhvaća više podgrupa a nekada su nazivani zapadnim Sudanskim crncima. Istočnu granu Sudanskih crnaca danas čini samostalna porodica Nilo-Saharan. Sudanski crnci rasno spadaju u najcrnje stanovnike Afrike. Ostali tamnoputi narodi Afrike, kao što su narodi Kojsan i Pigmeji predstavljaju stariji sloj stanovništva i rasno su različiti od pravih crnaca.

## Klasifikacija
Zapadnosudanski narodi i jezici dijele se na 9 grana, to su:
Adamawa-Ubangijski narodi
zapadnoatlantski narodi
Benue-kongoanski narodi
Gur
Ijoid narodi
Kordofanski narodi
Kru
Kwa
Mande

## Vanjske poveznice
- A Conversation with Christopher Ehret  Arhivirana inačica izvorne stranice od 4. rujna 2006. (Wayback Machine)
- Niger-Congo languages